# Gleesberg
Der Gleesberg ist ein 593,1 m ü. NHN hoher Berg im Erzgebirge in Sachsen. Er liegt zwischen Aue und dem Stadtzentrum von Schneeberg. Auf seiner Kuppe stehen ein Aussichtsturm und eine Berggaststätte. Verwaltungsmäßig gehört der Gleesberg zu Schneeberg. Am Hang des Berges befindet sich das Gut Gleesberg genannte Altenpflegeheim, das aus einem im 19. Jahrhundert um eine radiumhaltige Quelle gebauten Bauerngut hervorging. 

## Geografie und Geologie

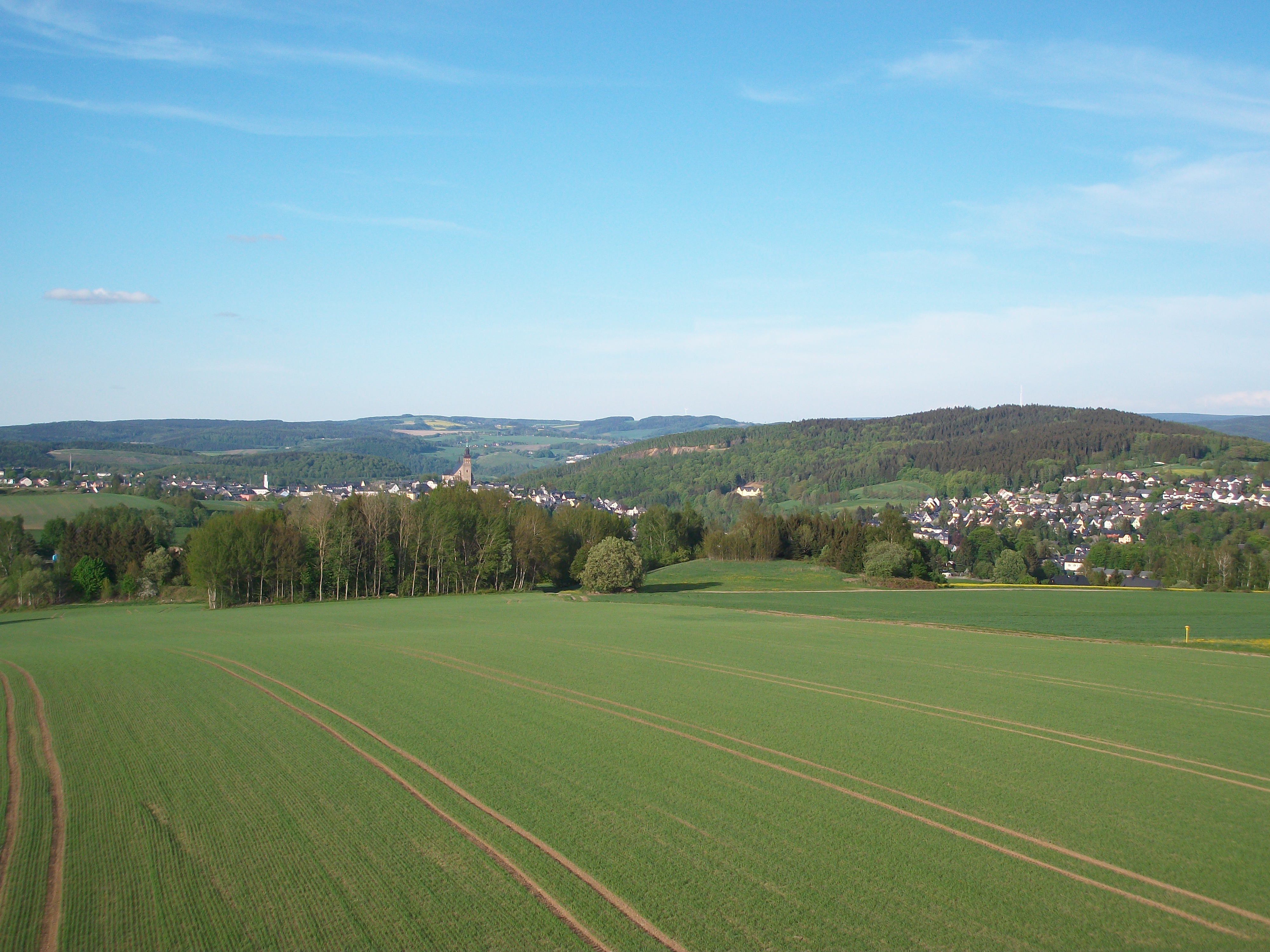
Blick auf Schneeberg mit dem Gleesberg

Der Gleesberg liegt südöstlich des Stadtzentrums von Schneeberg im Erzgebirgskreis und gehört zum Ortsteil Neustädtel. Er umfasst eine Fläche von rund 71 Hektar, davon entfallen 66,7 ha auf Neustädter Flur, 4,7 ha auf Oberschlemaer Flur. Sein Gestein enthält reichlich Glimmer, woher wahrscheinlich auch sein Name stammt. Im Mittelhochdeutschen bedeutet glosen oder glösen flimmern, glänzen, schimmern. Der Gipfel des Gleesberges liegt vor dem Nordostrand der Kontaktzone zwischen Eibenstocker und Schlemaer Granit. In einem Steinbruch am Gleesberg wurden folgende Mineralien gefunden: Bergkristall, Muskovit, Molybdänit und verschiedene Quarzarten.
Der östliche Bereich des Berges, der zwei Drittel der Gesamtfläche ausmacht, ist dicht mit Mischwald bewachsen. Bei der ersten Bebauung wurde die Berghöhe noch mit 602 Metern angegeben, was bei einer späteren genauen Messung auf 593 Meter über Höhennull korrigiert werden musste.

## Turm und Gasthof
An den bewaldeten Hängen des Gleesberges verlief einige Jahrhunderte lang der Weg zwischen Aue, Neustädtel und Schneeberg. Im Sommer 1879 errichtete der Erzgebirgszweigverein Schneeberg-Neustädtel auf der Bergspitze einen hölzernen Aussichtsturm, der 13 m hoch und in vier Stockwerke gegliedert war. Als dieser wegen Baufälligkeit abgetragen werden musste, legte der Erzgebirgszweigverein den Grundstein für einen neuen Aussichtsturm, der am 2. Oktober 1898 fertiggestellt wurde. Dieser nun 18 m hohe Turm mit quadratischem Grundriss wurde nach Plänen des Architekten R. Unger errichtet. Fundament und Erdgeschossbereich bestehen aus Granitsteinen, darüber sind zwei Stockwerke mit rohen gelben Ziegelsteinen aufgemauert. Die Aussichtsplattform ist verglast und mit einem Krüppelwalmdach abgeschlossen. Der Turm wurde nach dem Gründer des Erzgebirgsvereins, dem Schneeberger Pädagogen Dr. Ernst Köhler benannt, dessen Porträt den Eingangsbereich schmückt.
Neben dem Turm befindet sich ein Berggasthof, der zeitgleich mit dem Turm entstand und ebenfalls auf Entwürfe von Unger zurückgeht. Dieser verwendete für das einstöckige Unterkunftsgebäude kontrastierende rote Backsteine im Fachwerkstil, die mit gelben Ziegelreihen einen sparsamen Fassadenschmuck bilden. 
Der erste Betreiber war Henner (Heinrich) Falk, der das Haus als „Unterstandshütte Gleesberg“ mit „herrlichstem Aufenthalt“ bewarb. 140 Sitzplätze standen für „ausgezeichnete Bewirthung mit Speise und Trank sowie für Katzenjammer=Vertreibungs=Pillen und Stimmritzen=Stärkungs=Elixire“ und für „Morgen-Concerte“ bereit. Im Jahr 1901 ist Hugo Unger Inhaber des Berggasthofs.  Er veranstaltete Heimatfeste, wozu zwischen dem Gasthof und dem Turm ein überdachter Unterstand errichtet wurde.
Im Juni 1914 erwarb der Strickmaschinenfabrikant Max Paul Schnädelbach das Unterkunftshaus und ließ einen Telefonanschluss einrichten. 1925 wurde das Gasthaus an Carl August Dittrich verkauft. Seine neue Gästewerbung lautete „die beste Aussicht vom Köhlerturm 602 m, über das ganze Erzgebirge. In 30 Minuten auf dem Radiumsteig vom Bad gut zu erreichen. Schöne Gästezimmer nach altem erzgebirg. Stil. Für gute Bewirtung ist gesorgt.“ Der hier genannte alte Stil bezieht sich auf das Vorhandensein von Stammtischecken, die den Bewohnern umliegender Ortschaften vorbehalten waren. Es gab zum Beispiel eine Zschorlauer Ecke, eine Auer Ecke oder eine „Hutzn Eck des Erzgebirgszweigvereins Radiumbad Oberschlema“. In diesen Ecken hingen historische Stadtansichten und sie waren mit typischem Handwerkszeug dekoriert. Noch 1994 sollen diese Ecken erhalten gewesen sein. In den 1930er Jahren übernahm der Sohn Karl Dittrich das Anwesen und veranlasste einen seitlichen Anbau an das ursprüngliche Gasthaus, wodurch weitere Unterkunftsräume entstanden. Der Anbau reichte bis zum Eingang des Turmes und bildete mit diesem und dem Stammhaus einen rechteckigen Innenhof. Das Stammhaus erhielt ein neues Dach. Der im Umkreis von Neustädtel für die Gästebetreuung zuständige Erzgebirgszweigverein Neustädtel organisierte nun auf dem Gleesberg Berg-, Kinder- und Volksfeste. Die auf den Berg führende Straße wurde für die Autobenutzung befestigt.
Am Ende des Zweiten Weltkrieges gab es keine Eigentümer des Gasthofs. Der Aussichtsturm wurde nach 1945 wegen Baufälligkeit geschlossen. Die gerade gegründete FDJ konnte die Gebäude 1947 übernehmen und beabsichtigte, sie zu einer Jugendherberge umzugestalten. Als dem dafür eingesetzten Verwalter 1948 durch die Stadt Schneeberg gekündigt wurde, entfiel das Projekt Jugendherberge. Das Gasthaus fiel nun an das Kommunalwirtschaftsunternehmen der Stadt Schneeberg. Dieses verpachtete das Anwesen Mitte der 1960er Jahre an die Familie Helmut Bochmann, die es bis 1970 bewirtschaftete. An ihre Stelle trat die Familie Friedrich Seidel, die die Gaststätte bereits 1972 an Hildegard und Kurt Simon weitergab. Am 9. Dezember 1989 konnte die Pächterfamilie mit Unterstützung der Schneeberger Stadtverwaltung den Turm wieder eröffnen. 
Nach dem Ende der DDR erbten Silke Simon und Peter Müller von ihren Großeltern das Gasthaus. Die Räumlichkeiten wurden renoviert. Für die Ausstattung der Gasträume gewannen sie den Volkskünstler Werner Kempf, der hier seine gemalten Erzgebirgsansichten zeigte.

## Gut Gleesberg

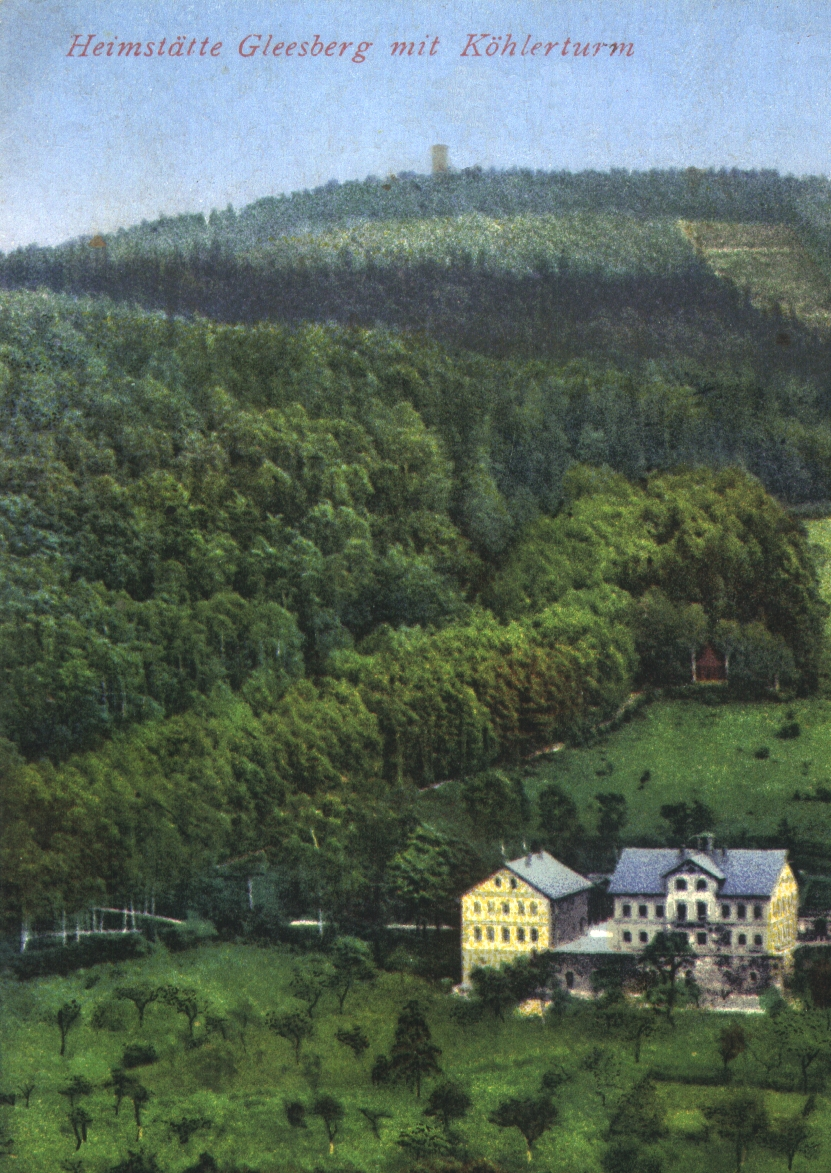
Heimstätte Gut Gleesberg mit Köhlerturm im Hintergrund (um 1930)

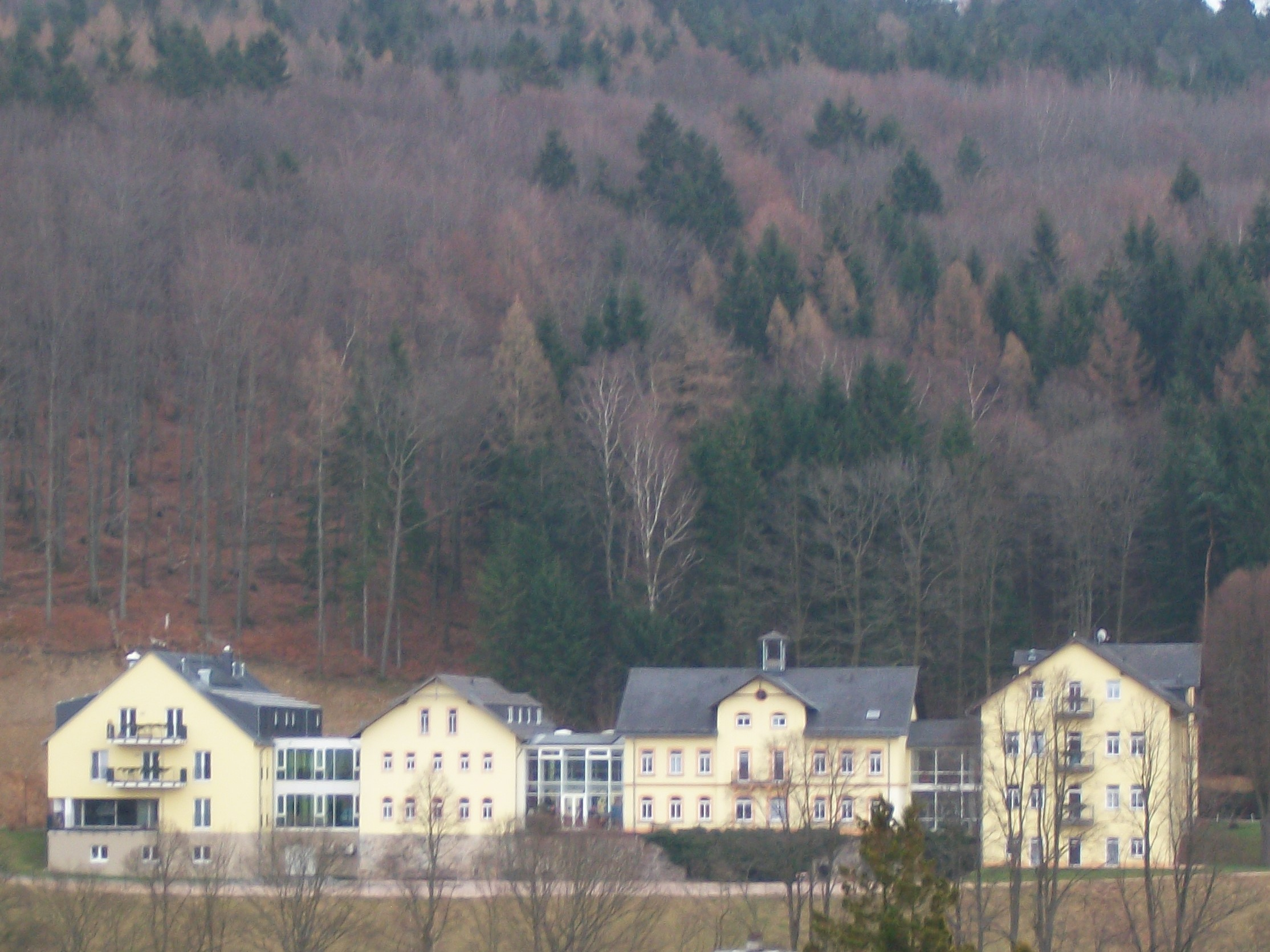
„Gut Gleesberg“ in Neustädtel

Am westlichen Hang des Gleesbergs (Köhlerweg 1), an dem eine radiumhaltige Quelle entdeckt worden war, richtete zwischen 1856 und 1859 der Schneeberger Bergmeister Fritzsche ein Bauerngut ein. Die verschiedenen Gebäude, wie ein Herrenhaus, ein Pächterhaus, Ställe und Scheunen wurden in größeren Zeitabständen fertiggestellt und sollen weitestgehend aus „abgezweigten“ Materialien des Eisenbahnbaus stammen. Alle Gebäude stehen rechtwinklig zueinander und bilden zusammen einen Innenhof, in dem sich auch die Quelle befindet, die mit einer Pergola geschützt wurde. Eine Ziegelsteinmauer umgab das Anwesen.
Im Juni 1889 kaufte Willmar Schwabe, ein homöopathischer Apotheker und Vorsitzender der Ortskrankenkasse für Leipzig und Umgegend, das Gut und stellte es zusammen mit dem ebenfalls von ihm erworbenen Rittergut Förstel der Krankenkasse unentgeltlich zur Verfügung. Der Umbau beider Güter zur Nutzung als „Heimstätten für Genesende“ wurde durch Schwabe finanziert. 1889 zogen in die Heimstätte Gut Gleesberg die ersten weiblichen Kranken ein, in die Heimstätte Gut Förstel kamen männliche Personen. Nach Ablauf von 15 Jahren übertrug Schwabe die beiden Genesungsheime zusammen mit dem 1897 erworbenen Kurbad Augustusbad der Dr. Willmar Schwabe’schen Heimstätten-Stiftung und übereignete sie so 1905 der Leipziger Ortskrankenkasse. Die hierher verschickten Personen waren weitestgehend Selbstversorger, sie bauten Obst, Gemüse und Getreide an. Zu Transportzwecken nutzten sie Hundegespanne, was von Schwabe angeregt worden war. Er hatte der Einrichtung zu Beginn drei Bernhardiner geschenkt. Die Quelle, die nach der Frau des Stifters „Maria-Louise-Brunnen“ genannt wurde, kam bei den Heilbehandlungen zur Anwendung. Für die Leitung des Heimes und als Pflegepersonal waren Albertiner Schwestern aus einer 1869 durch den Heiligen Bruder Albert gegründeten ökumenischen Schwesternschaft, die durch Nächstenliebe den Ärmsten und Alleingelassenen dienen, angestellt. 60 Menschen konnten zur gleichen Zeit behandelt werden. In der NS-Zeit kam das Gut Gleesberg an die „Badeverwaltung Augustusbad“ und diente als  NSV-Müttererholungsheim. Während des Krieges zogen ausgebombte Bürger aus norddeutschen Hafenstädten hier ein und später auch Kriegsverwundete. Im April 1945 geriet das Gut, obwohl nach der Genfer Konvention mit einem roten Kreuz deutlich gekennzeichnet, unter Artilleriebeschuss der amerikanischen Streitkräfte. Schwerwiegende Schäden konnten durch den Einsatz von Bewohnern und von Einheimischen verhindert werden. 
Nachdem der Uranbergbau ab 1946 in der Gegend begonnen hatte, kamen auch Bergleute zur Pflege in das Gut. Nach 1952, als die Bezirke der DDR gegründet worden waren, ordnete der zuständige Rat des Bezirks Karl-Marx-Stadt die Auflösung der Pflegeanstalt an. Nach einigen unbekannten Zeitabschnitten entstand in den Gebäuden ein „Feierabendheim“.
Nach dem Ende der DDR verhandelte die Schneeberger Stadtverwaltung, die nun für das frühere Gut wieder zuständig war, mit den Schwabeschen Erben über eine Rückübertragung. Diese war 1996 erfolgreich, die neue Stiftungsleitung stellte außerdem eine Million Deutsche Mark für eine Sanierung und Modernisierung der Gebäude zur Verfügung. Die Rekonstruktionsarbeiten an den vorhandenen Häusern und den Neubau eines Verbindungsgebäudes führte das Chemnitzer Büro Meister architektur im Auftrag der Gemeinnützigen Dr.-Willmar-Schwabeschen Heimstättenbetriebsgesellschaft in den Jahren ab 1997 aus. Im Jahr 2001 nahm das Heim als Seniorenheim Gut Gleesberg seine pflegerische Arbeit im Sinne des Stifters wieder auf. 30 feste Angestellte versorgen die 50 Heimbewohner, die aus Schneeberg und umliegenden Orten kommen.

## Sonstige Nutzung

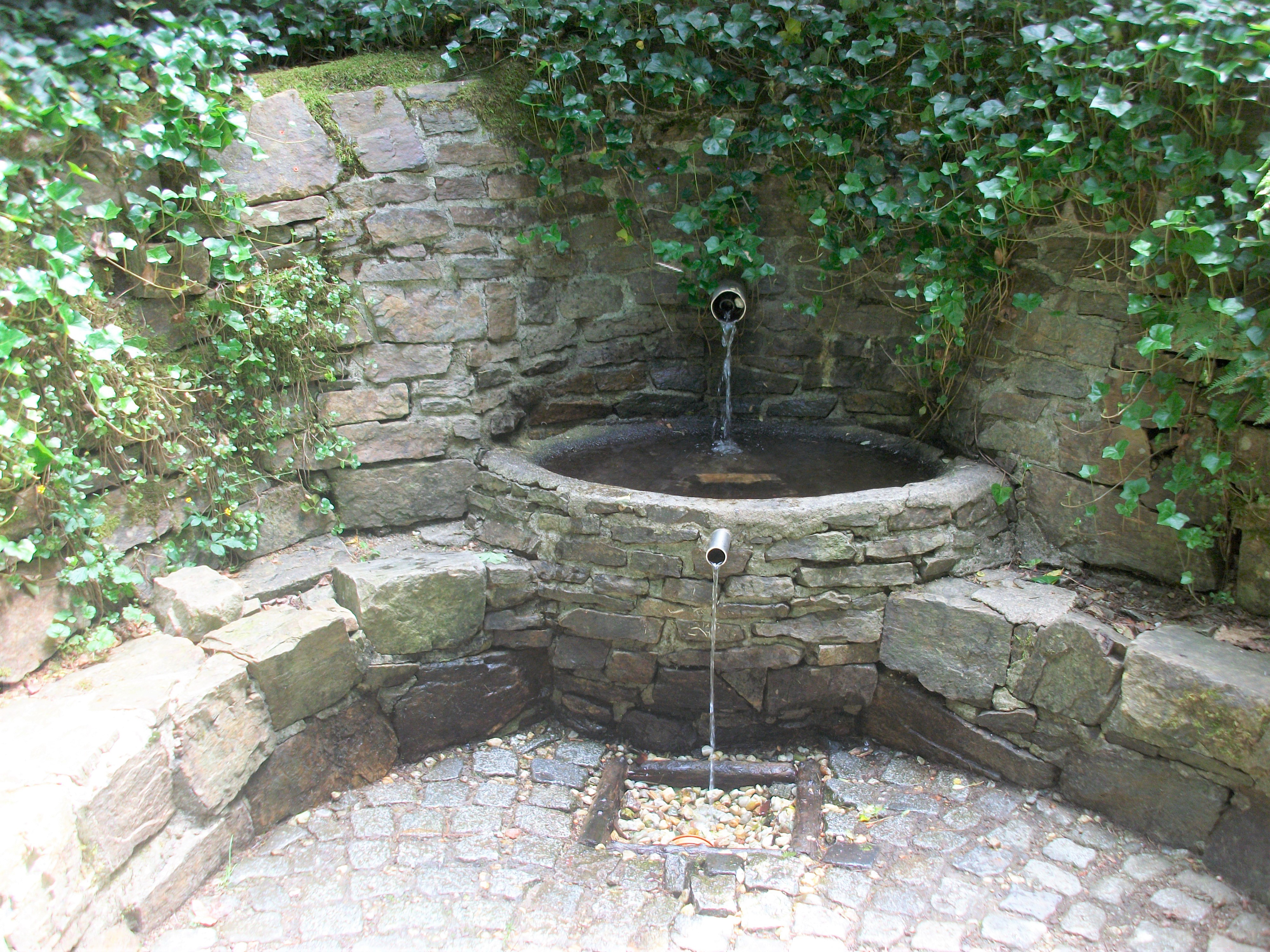
Gleesbergquelle in Oberschlema

Rund 20.000 Quadratmeter Flächen auf dem Gleesberg dienten jahrzehntelang als Mülldeponie. In den Jahren 2004/2005 erfolgte eine durch den Zweckverband Abfallwirtschaft Südwestsachsen in Auftrag gegebene professionelle Abschlusssanierung der Müllhalde. Dafür wurden die Felswände gesichert, eine Oberflächenabdeckung und anschließende Rekultivierung vorgenommen.
Die Fußwege auf den Gleesberg sind Teil des Europäischen Fernwanderweges „EB“, der von Eisenach bis Budapest führt.
Am Hang des Gleesbergs auf Oberschlemaer Flur befindet sich die „Gleesbergquelle“, deren radonhaltiges Wasser im Kurbad Schlema genutzt wird.